# Bevenser Siebenstern

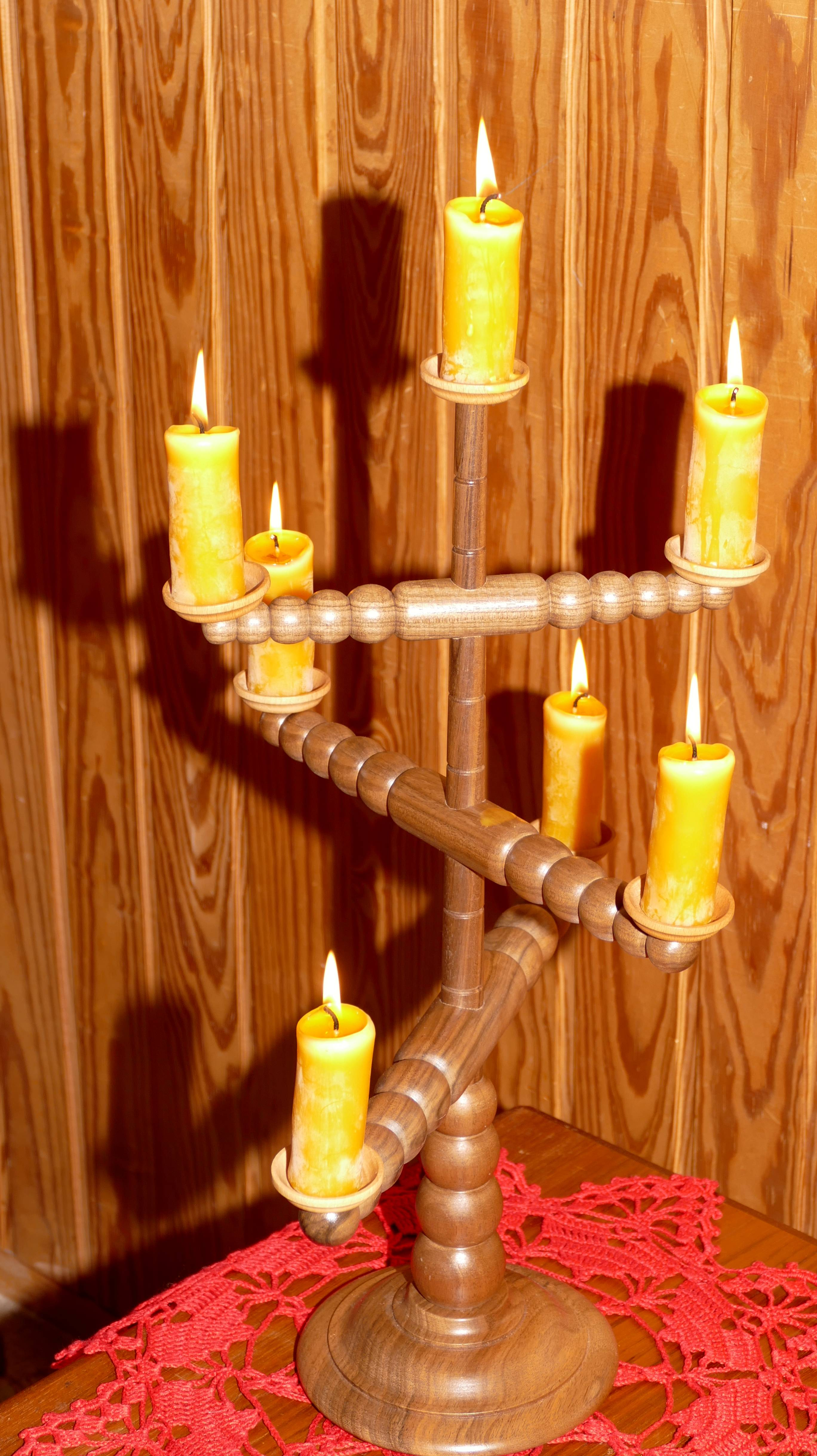
Bevenser Siebenstern

Der Bevenser Siebenstern ist ein traditioneller Holzleuchter, der sich seit über 200 Jahren in Bad Bevensen in den Haushalten findet.

## Form
Der Siebenstern ist ein gedrechselter Holzleuchter, etwa 40 cm hoch. Die Anordnung der Kerzen auf den drehbaren Querhölzern ist pyramidenförmig: auf der sich nach oben verjüngende Mittelstange sind in etwa 8 cm Abstand drei Querstäbe aufgesteckt. An deren Enden und auf der Spitze der Mittelstange stehen in kleinen Schalen die Kerzen. Die Mittelstange steht auf einem runden Holzfuß. Bei versetzter Anordnung der Querhölzer bilden die Kerzen von oben betrachtet ein Sechseck. In seiner ursprünglichen Form waren die Querhölzer Brettchen, der Fuß war als Kreuz ausgebildet.

## Geschichte

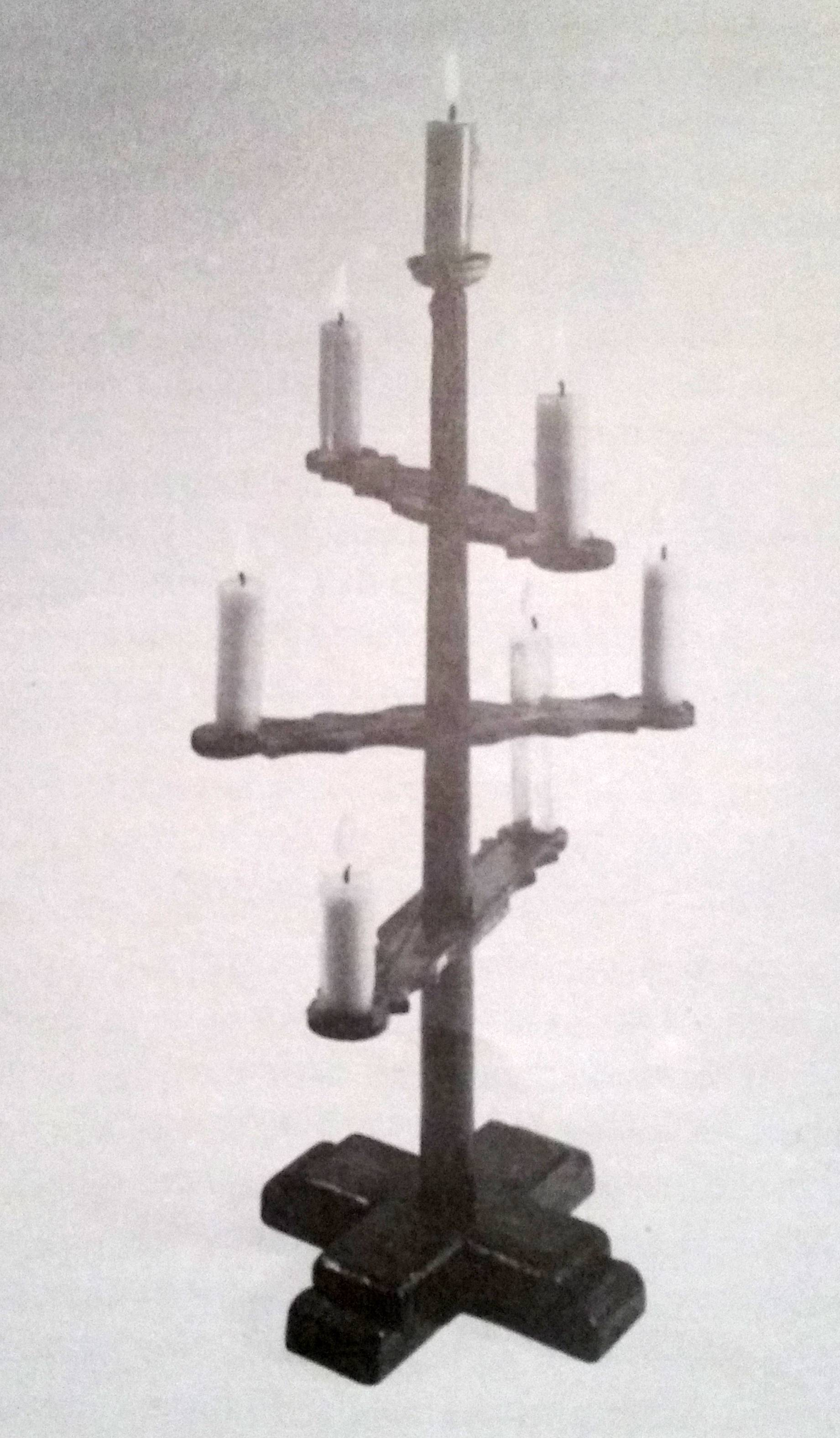
Siebenstern alte Form

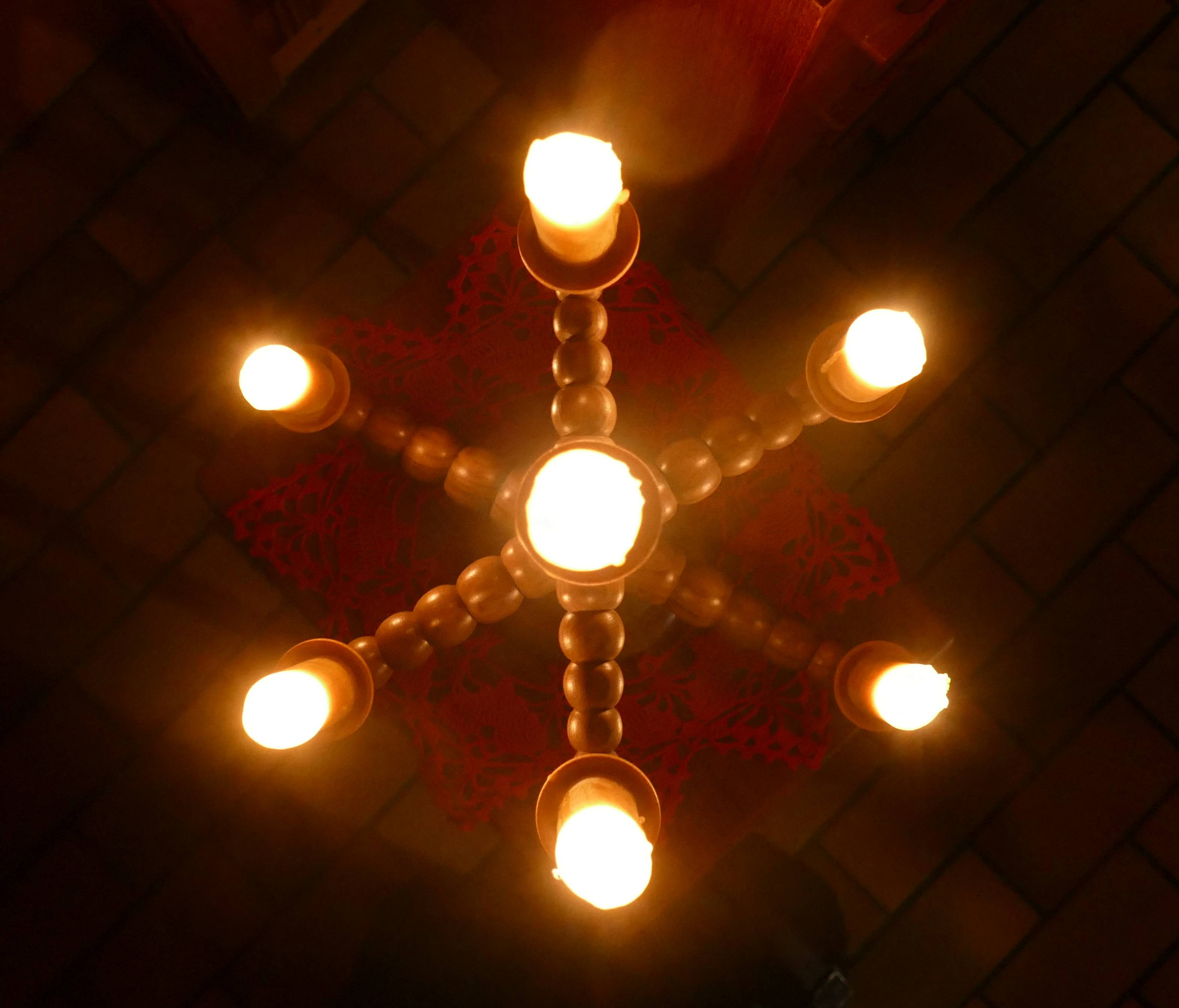
Bevenser Siebenstern von oben

Der Bevenser Siebenstern gehört wohl zu den Lichterpyramiden, wie sie im skandinavischen und norddeutschen Raum bekannt sind. Die Entstehung könnte auf den Beginn des 19. Jahrhunderts zurückgehen. Solche Hausleuchter wurden auch in der Advents- und Weihnachtszeit angezündet. Eng mit der Tradition des Bevenser Siebensterns waren die Bürgerstellen Nr. 76 und 95 verbunden. Im Februar 1699 erhielt Frantz Hinrich Eckhoff, Bürgerstelle 76 (heute in der Lüneburger Straße), den Meisterbrief als Drechslermeister und drechselte hier den Bevenser Siebenstern. In der Bürgerstelle 95 (Bei der Kirche 3) stellte Drechslermeister Jürgen Heinrich Schenk bis zu seinem Tod im Jahre 1929 Bevenser Siebensterne her.
Der weihnachtliche Gebrauch in der Kirche begann 1842: in der Frühmette am 1. Weihnachtstag erleuchteten die Bevenser Siebensterne der Gottesdienstbesucher die Kirche. Weil gespart werden musste und die Frühmette am Weihnachtstag der evangelischen Landeskirche als Relikt der katholischen „Hirtenmesse“ galt, hatte man die Gelder für die Beleuchtung in diesem Gottesdienst gestrichen. Daher hatte der zuständige Hilfsgeistliche, Pastor Herbst, die Gemeindeglieder aufgefordert, ihre Siebensternleuchter mitzubringen.
Dieser Brauch hat sich bis heute erhalten. Von weit her kommen inzwischen die Gottesdienstbesucher. Da auch die Gäste diese besonders festliche Atmosphäre erleben wollen, gibt es „Siebenstern-Gottesdienste“ inzwischen auch schon an den Nachmittagen der Adventssonntage.